# Albotricha albotestacea
Albotricha albotestacea är en svampart som först beskrevs av Jean Baptiste Desmazières, och fick sitt nu gällande namn av Raitv. 1970. Albotricha albotestacea ingår i släktet Albotricha och familjen Hyaloscyphaceae.   Inga underarter finns listade i Catalogue of Life.
I den svenska databasen Dyntaxa används istället namnet Trichopeziza albotestacea för samma taxon.  Arten är reproducerande i Sverige.